# Amastigia rudis
Amastigia rudis is een mosdiertjessoort uit de familie van de Candidae. De wetenschappelijke naam van de soort is, als Caberea rudis, voor het eerst geldig gepubliceerd in 1852 door Busk.